# Bühl
Bühl bei Aarberg (hay viết đơn giản là Bühl) là một đô thị ở huyện Nidau ở bang Bern ở Thụy Sĩ. Đô thị này có diện tích 3 km², dân số năm 2005 là 375 người.
Các đô thị giáp ranh theo chiều kim đồng ồ gồm: Hermrigen, Kappelen, Walperswil và Epsach.